# Bactris panamensis
Bactris panamensis là loài thực vật có hoa thuộc họ Arecaceae. Loài này được de Nevers & Grayum mô tả khoa học đầu tiên năm 1996.